# Computerised Fuel Injection
CFI staat voor: Computerised Fuel Injection (computergestuurde brandstofinjectie). 
Dit is de aanduiding die Honda gebruikte voor een van de eerste brandstof-injectiesystemen voor motorfietsen, dat van de CX 500 Turbo uit 1981. Vervolgens werd in 1985 de Honda GL 1200 GoldWing Aspencade LTD en in 1986 ook de GL1200 Aspencade SE-i uitgerust met CFI.